# Egon Meyer
Egon Meyer (* 7. Juni 1929 in Storkow (Mark)) ist ein deutscher Flottillenadmiral außer Dienst der Bundesmarine.

## Leben
Meyer trat am 1. Januar 1956 in die Bundeswehr ein. Von 1966 bis 1968 absolvierte er den 8. Admiralstabslehrgang an der Führungsakademie der Bundeswehr in Hamburg.
Vom 9. Oktober 1972 bis 30. September 1974 war er als Fregattenkapitän Kommandant des Zerstörers Lütjens. Er wurde durch Gerhard Bing abgelöst.
Später wurde er als Kapitän zur See ab Oktober 1977 Leiter des Referats VII 3 (Systemsteuerung für den Bereich der Zerstörerflottille und der Flottille der Minenstreitkräfte) im Führungsstab der Marine. Als Referatsleiter im Führungsstab der Marine und war anschließend ab 1. Oktober 1985 bis 30. September 1988 als Flottillenadmiral Nachfolger von Gerhard Bing als Abteilungsleiter III (Systembetreuung) im Marineunterstützungskommandos.
1988 wurde er mit dem Verdienstkreuz 1. Klasse ausgezeichnet.
Meyer war verheiratet und hatte drei Kinder.

## Werke (Auswahl)
- Einflüsse und Auswirkungen militärischen Führungsdenkens und militärischer Führungsorganisation auf die Führung von Industrieunternehmen. In: Wehrwissenschaftliche Rundschau, 1970, 20. Jahrgang, Heft 1+2.
- Hat das Wingship eine Zukunft? In: Hansa, 1993, Band 130, S. 31 ff.
- Die FK-Korvetten der Klasse 130. In: Wehrtechnik, 1996, Band 28, S. 66 ff.